# Maceda rufescens
Maceda rufescens är en fjärilsart som beskrevs av Bethune-Baker 1906. Maceda rufescens ingår i släktet Maceda och familjen trågspinnare. Inga underarter finns listade i Catalogue of Life.